# (12343) Martinbeech
(12343) Martinbeech (1993 DT1) – planetoida z pasa głównego asteroid okrążająca Słońce w ciągu 4,18 lat w średniej odległości 2,59 j.a. Odkryta 26 lutego 1993 roku.